# Oxybaphus
Oxybaphus är ett släkte av underblomsväxter. Oxybaphus ingår i familjen underblomsväxter.

## Dottertaxa tillOxybaphus, i alfabetisk ordning[1]
- Oxybaphus acutus
- Oxybaphus albidus
- Oxybaphus cervantesii
- Oxybaphus chilensis
- Oxybaphus ciliatus
- Oxybaphus coahuilensis
- Oxybaphus coccineus
- Oxybaphus comatus
- Oxybaphus cordifolius
- Oxybaphus cretaceus
- Oxybaphus decipiens
- Oxybaphus decumbens
- Oxybaphus diffusus
- Oxybaphus exaltatus
- Oxybaphus gausapoides
- Oxybaphus giganteus
- Oxybaphus glabrifolius
- Oxybaphus hirsutus
- Oxybaphus lanceolatus
- Oxybaphus linearis
- Oxybaphus melanotrichus
- Oxybaphus nyctagineus
- Oxybaphus pseudaggregatus
- Oxybaphus rotatus
- Oxybaphus sanromanii
- Oxybaphus texensis
- Oxybaphus toscae
- Oxybaphus violaceus
- Oxybaphus viscosus